# Francis Pisani
Francis Pisani, nascut el 27 de setembre de 1942 a París, és un periodista francès, escriptor, professor, consultor i conferenciant.
Després d'haver estat durant un temps corresponsal a Mèxic, es va instal·lar l'any 1996 a Califòrnia on escriu especialment sobre tecnologies de la informació i de la comunicació (TIC). S'interessa per la influència que les TIC tenen en el funcionament de les xarxes socials i culturals.

## Biografia
Francis Pisani va estudiar a la Universitat de París i hi va fer un màster en dret públic l'any 1964. També estudia a l'Institut d'Estudis Polítics de París on es diploma l'any 1966.
Després d'això, va formar part de la promoció 1992-1993 de la Fundació Nieman de periodisme a la Universitat Harvard.
L'any 2000 fa un doctorat d'estudis llatinoamericans en ciències polítiques a la Universitat de París III.

## Blogs
Francis Pisani publica cròniques sobre TIC al seu blog: Transnets, hébergé al web del diari Le Monde, interromput des del mes d'agost de 2011. Al mes de juny de 2007 el web Wikio considera Transnets el 9è blog més influent de la blogosfera francesa. Està especialment interessat en el desenvolupament de la Wikipedia.
L'any 2011, llança Winch5, al voltant de la innovació i els mitjans socials, per visitar més de 30 ciutats entre setembre de 2011 i juliol de 2012. El projecte és seguit per diferents mitjans, francòfons, anglòfons i hispanòfons.

## Treballs

### Pel·lícules
La nit dels maies (Canal+, 1992, durada: 52 minuts)
Cubans (Channel 4, 1988, durada: 52 minuts).

### Llibres
Tesi
La Méditerranée des Amériques plexus du continent, tesi de doctorat amb la direcció de Georges Couffignal, Universitat de Paris III, 2000
Altres
Torre Bela : on a tous le droit d'avoir une vie, J.C. Simoën, 1976.
Muchachos : journal d'un témoin de l'insurrection sandiniste, Encre, 1980 (ISBN 2864180847)
Comment le web change le monde - L'alchimie des multitudes, en collaboration avec Dominique Piotet, Village Mondial, 2008 (ISBN 978-2-7440-6261-2)
Ficció
Huracán Cœur-du-Ciel, J.C. Lattés, 1991 (ISBN 2709610175) (novel·la)